# Bienvenida
Bienvenida ist ein südwestspanisches Dorf und eine Gemeinde (municipio) mit 2.021 Einwohnern (Stand: 2024) im Süden der Provinz Badajoz in der Autonomen Gemeinschaft Extremadura. 

## Lage und Klima
Die etwa 605 m hoch gelegene Gemeinde Bienvenida liegt etwa 100 Kilometer südsüdöstlich von Mérida. Das Klima ist gemäßigt bis warm; Regen (ca. 473 mm/Jahr) fällt überwiegend im Winterhalbjahr.

## Geschichte
Am 11. August 1810 kam es zur Schlacht von Bienvenida (auch: Schlacht von Villagarcía de la Torre). Es gelang hier den zahlenmäßig eher unterlegenen Franzosen unter General Jean-Baptiste Girard, die Spanier unter General Pedro Caro y Sureda de la Romana zu besiegen.

## Bevölkerungsentwicklung
| Jahr      | 1970 | 1981 | 1991 | 2001 | 2011 | 2021 |
| Einwohner | 4717 | 2603 | 2437 | 2364 | 2319 | 2087 |

## Sehenswürdigkeiten
- Marienkirche (Iglesia parroquial de Nuestra Señora de los Ángeles) aus dem 17. Jahrhundert
- Wallfahrtskirche (Santuario de Nuestra Señora de los Milagros) aus dem 15. Jahrhundert

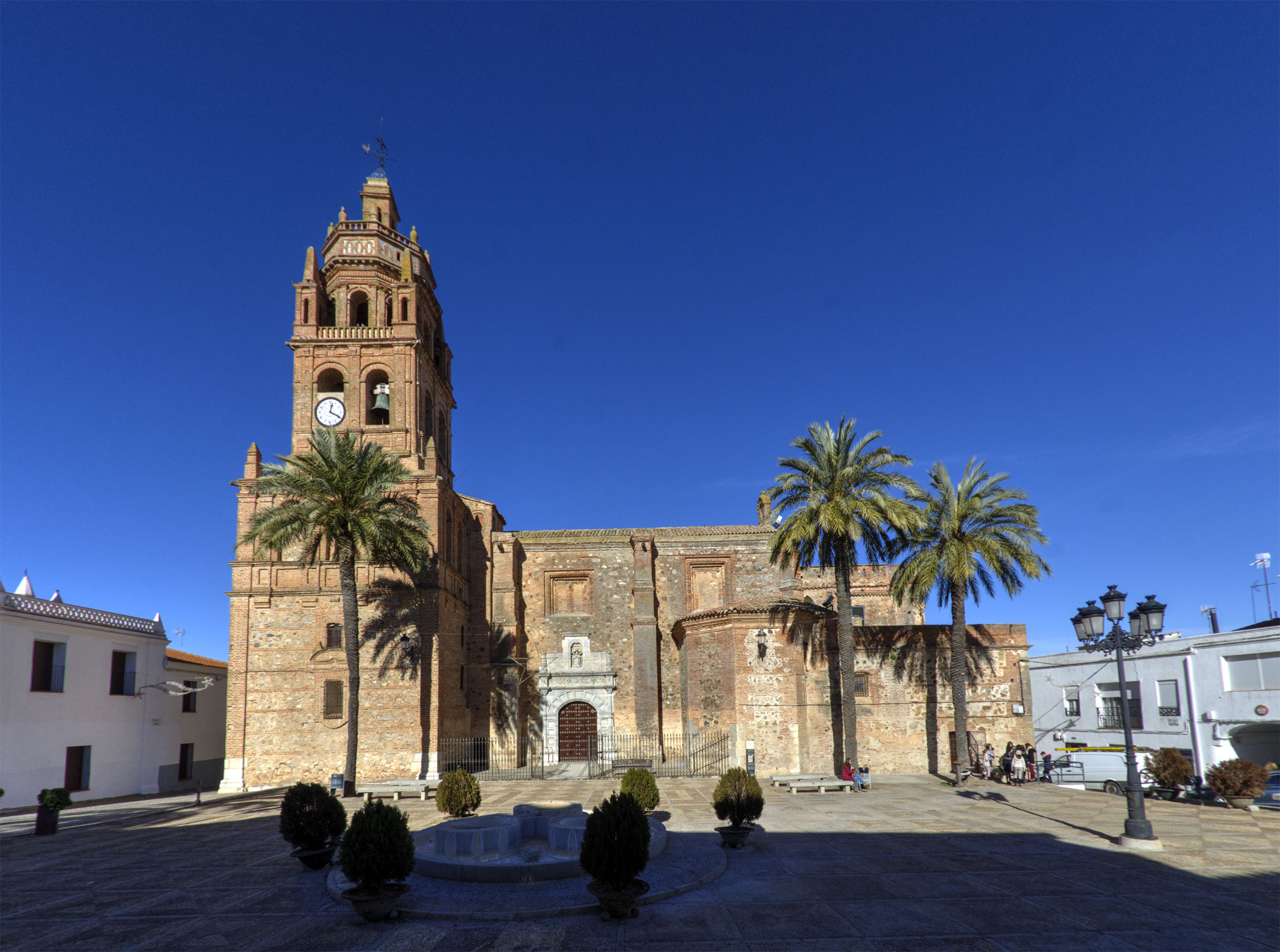
Marienkirche
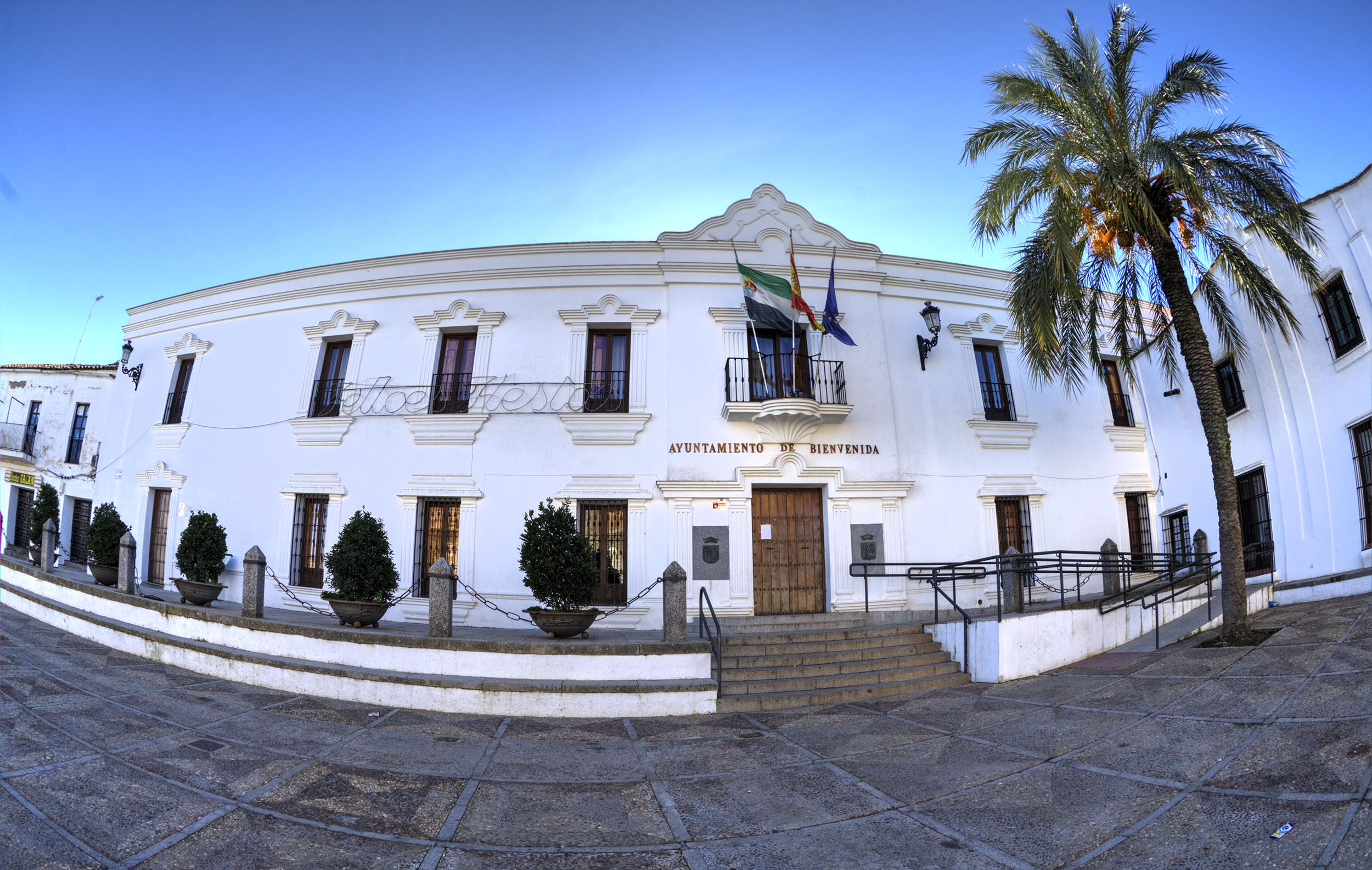
Rathaus

## Persönlichkeiten
- Olegario Pachón Núñez (1907–1996), Anarchist

## Gemeindepartnerschaft
Bienvenida ist seit 1989 Teil der European Charter – Villages of Europe, einem Zusammenschluss von 28 ländlichen Gemeinden. Aus diesem Zusammenschluss ist 1996 der Verein Friends of Europe entstanden, der sich für den Austausch von Sportvereinen, Schulen usw. einsetzt.